# 新南威尔士儿童法院
新南威尔士儿童法院（英語：Children's Court of New South Wales）是根据新南威尔士《1987年儿童法院法令》设立的一个澳大利亚法院分级体制范畴内的法院。《1987年儿童法院法令》用于处理10周岁以上、18周岁以下的儿童所构成的刑事犯罪，以及与儿童保护和监护相关的诉讼。该法院于1988年1月18日起正式行使职能。

## 历史
在过去，新南威尔士州的殖民地对违法青少年的处理方式反映了其继承自英国的刑法体制。当时的澳大利亚法律深受英国社会标准的影响，而造成的结果，就是犯罪的儿童受到和成年犯罪者一样的对待：被处以与成年犯罪者同等严厉的处罚。对此，新南威尔士州司法委员会曾引用了一个英国法官的例子：这名法官在把一名10岁的男孩判处死刑后，描述这名男孩为“一名适用死刑的对象”。该委员会同时还指出在1815年的一天，英格兰有5名年龄在8岁到12岁之间的儿童因轻度盗窃罪被处以绞刑。
第一个儿童法院根据《1905年儿童和青少年过失违法法令》设立。新南威尔士州司法委员会曾表示这一儿童法院是基于國家親權的精神原则上设立的，并且作为一个司法机构由英国的一些相对高级的法院行使其职能，而其结果即是成为了新南威尔士州最高法院的一个组成部分。这一法院的设立考虑到了当时随处可见的贫困以及儿童行为过失的情况，这使得法院不得不扮演儿童的父母，保护者和终极处罚者这些角色。
现今的儿童法院根据新南威尔士《1987年儿童法院法令》设立，同时具备初级法院以及实质上的法院记录职能。该法院于1988年1月18日落成。

## 组成
儿童法院由新南威尔士地方法院首席大法官所任命的新州地方法院推事组成，而被任命的这些律师则通称为儿童法官。首席大法官也可以与新南威尔士检察总长同时将一名儿童律师任命为儿童法院院长，亦即是作为首席大法官实质上的代理人。儿童法院院长有权管理法院，安排开庭以及召开儿童律师会议。儿童法院院长也会常常与社区团体和社会机构在一些牵涉到儿童以及该法院的问题上交换意见。

## 司法权限
该法庭根据《1987年儿童刑事诉讼法》来行使其刑事司法权，同时也根据《1998年儿童与未成年人监护与保护法》来行使其监护司法权。直到在1998年被废止前，《1987年儿童监护与保护法》（Children (Care and Protection) Act 1987）一直都包含在法院司法范畴内。

## 详情请见
- 新南威尔士儿童法院诊所（英语：Children's_Court_Clinic）
- 新南威尔士法院及仲裁庭列表（英语：List_of_New_South_Wales_courts_and_tribunals）

## 引用
1. 1 2  Blackmore, Rod.  (PDF). The Children's Court & Community Welfare in NSW. Government of New South Wales, with the kind permission of Publishers Longman Cheshire Pty Ltd.   [2016-08-12]. （原始内容存档 (PDF)于2020-07-31）.
2. ↑   (PDF). Judicial Commission of New South Wales. Government of New South Wales. ISBN 0-7313-5610-1. （原始内容 (PDF)存档于2006-08-21）.
3. 1 2  . Children's Court of New South Wales. Government of New South Wales. 2015-05-25  [2016-08-12]. （原始内容存档于2020-07-02）.